# Хэкшоу, Невил
Невил Эруин Хэкшоу (англ. Neveal Irwin Hackshaw, род. 21 сентября 1995, Ла-Хоркетта, Тринидад и Тобаго) — тринидадский футболист, защитник клуба «Окленд Рутс» и сборной Тринидада и Тобаго.

## Карьера
Хэкшоу начал свою карьеру в клубе «Норт-Ист Старз». В его составе он стал обладателем Кубка Тринидада и Тобаго.
В 2016 году тринидадец перебрался в США, в команду «Чарлстон Бэттери» из USL. За неё он провёл два сезона.
13 декабря 2018 года Хэкшоу подписал контракт с коллективом «Инди Илевен». По окончании сезона 2022 он покинул клуб.
23 февраля 2023 года Хэкшоу подписал контракт с клубом «Окленд Рутс».

## Сборная
В 2015 году Невил Хэкшоу вызывался в расположение молодёжной сборной Тринидада и Тобаго. Дебют в главной национальной команде страны состоялся 27 марта того же года в товарищеском матче против сборной Панамы, в котором тринидадцы потерпели поражения со счётом 0:1. Вскоре игрок стал регулярно вызываться в ряды «воинов сока».

## Достижения
- Обладатель Кубка Тринидада и Тобаго: 2014/15